# Fotklanen
Fotklanen (engelska: Foot Clan) eller Foten (engelska: Foot) är en fiktiv ninjutsuklan i berättelserna om de fyra muterade sköldpaddorna i serien Teenage Mutant Ninja Turtles, och sköldpaddornas huvudantagonister. Ledaren för Fotklanen är Shredder. Fotklanen har lite olika bakgrunder beroende på vilken version det rör sig om.
Inspirationerna till Fotklanen är hämtade från den kriminella ninjaklanen Handen i Daredevilserierna. Förutom att båda klanernas namn syftar på kroppsdelar, har båda klanerna sitt ursprung i det gamla Japan, utövar ninjutsu, samt är globalt starka inom organiserad brottslighet.

## Miragserierna
I de ursprungliga Miragserierna bildades Fotklanen i det feodala Japan av två män, Sato och Oshi. I volym 1, nummer 47, tidsreser sköldpaddorna och tidsmästaren Renet tillbaka till tiden före Fotklanens skapelse. Där stöter Raphael på Sato och Oshi, och, utan att veta vilka de är, lär han dem om ninjutsu. Då sköldpaddorna återvänt till sin samtid beslutar sig Sato och Oshi för att följa ninjans vägar. Oshi förklarar att då "varje resa börjar med ett enkelt steg... ska vi kalla oss Foten".
Fotklanen är de mest fruktade krigarna i Japan. Både Hamato Yoshi och Oroku Nagi var medlemmar i klanen, tills den dag de slogs om en kvinna, Tang Shen, och Hamato Yoshi dödade Oroku Nagi. Vanärad flydde Hamato Yoshi till New York, medan Oroku Nagis yngre bror Oroku Saki tränades för att bli en ninja. Då han var redo for han till New York för att starta New York-grenen inom Fotklanen. Under hans ledarskap tog det bara ett år för denna att bli en fruktad grupp.
Oroku Saki ville hämnas sin mördade broder, och började kalla sig "Shredder" ("Strimlaren"). Han mördade Hamato Yoshi, och över ett årtionde senare utmanade sköldpaddorna Shredder för att återupprätta Hamato Yoshis ära. Shredder sände sina ninjor för att slåss mot sköldpaddorna, men de var ingen match för sköldpaddorna som enkelt besegrade dem. Shredder slogs senare själv mot sköldpaddorna, och fastän han var skickligare än dem besegrades han då han föll ned från en byggnad då han bar en bomb.
Efter Shredders död föll Fotklanen i Amerika samman, och Fotsoldaterna började slåss mot Shredders elitstyrkor. Karai, en klanledare från Japan, försökte stoppa klankonflikten. Hon tog hjälp av sköldpaddorna, och lovade att ingen inom Fotklanen skulle försöka hämnas Shredder. Detta stillestånd rådde fortfarande i volym 4.
I volym 4 slöt Fotklanen ett avtal med utromerna om att vakta utromernas bas då utromerna vägrar bära vapen och Fotklanen är skickliga i kampsport. Då några mystiska aztekkrigare började anfalla Fotklanen i hela världen förklarade Karai för Leonardo att Fotklanen nu bara fanns kvar i New York.
Fotklanens logo i denna version är en ritad vänsterfot. Nummer 3 och 4 av de nya Tales of the TMNT innehöll en mystisk Fotsoldat med magisk förmåga att återuppväcka de döda.

## 1987 års tecknade TV-serie och Archieserierna
I 1987 års tecknade TV-serie är Fotklanen en gammal ninjutsuklan, bildad i Japan 1583. Shredder, följd av sköldpaddorna och Splinter, reser tillbaka i tiden, och Shredder försöker förändra historien då Fotklanen bildades. År 1583 ledde Shredders förfader Oroku Sancho en liten ninjagrupp, och Shredder erbjöd sig att hjälpa dem att finna en artefakt som skulle ge honom makt och rikedom. Samtidigt letade Splinters förfader Hamato Koji efter samma artefakt, och hittade den med hjälp av Splinter och sköldpaddorna. En av artefakterna släppte lös en drake som gav sig iväg mot en närliggande stad. Splinter och Hamato Koji följde efter för att stoppa den medan sköldpaddorna slogs mot Shredder. Oroku Sanchos män tog sköldpaddorna till fånga och var nära att avrätta dem då Hamato Koji kom tillbaka och red på draken, som han tämjt. Då Oroku Sancho såg det flydde han av rädsla, och Hamato Koji erbjöd sig att leda Oroku Sanchos män, och så bildades Fotklanen, namngiven efter drakens fotspår i vilka Hamato Koji stod då han höll tal.
I det samtida 1960-talets Japan var både Oroku Saki och Hamato Yoshi medlemmar i klanen. Oroku Saki beskyllde Hamato Yoshi för ett mordförsök på en sensei och Hamato Yoshi flydde vanärad till New York. Utan pengar och uppehållstillstånd levde han i kloakerna. I Japan omvandlades Fotklanen under Oroku Sakis ledarskap till ett hänsynslöst och brutalt förbrytargäng. Flera år senare anlände Oroku Saki, nu kallad Shredder, till USA och slutade att träna människor som ninjor inom Fotklanen. Istället började han bygga robotfotsoldater. Dessa robotar är ingen match för sköldpaddorna, som krossar robotarna vid varje möte.
Fotklanens logo i denna version är en ritad vänsterfot, och fotrobotarna har en lila och svart rustning. Fotklanens logo syns även där på Teknodromen.
I TV-serien försökte Shredder bygga en "tänkande" fotrobot. Idén övergavs när den första prototypen ("Alpha 1") attackerade Shredder.
I Archieserierna förekom även mer avancerade fotrobotar. Shredder byggde även en jättefotrobot, som slogs mot Krigardraken i New York. Roboten spetsades på Frihetsgudinnan.
Konceptet med fotrobotarna gjorde det möjligt för sköldpaddorna att utan moraliska förhinder fullt ut utplåna Fotsoldaterna, vilket också tillät Leonardo och Raphael att fullt ut använda sina vapen. Samtidigt kunde serien rikta sig till en yngre publik och klassas som "familjevänlig". Det underlättade även för datorspelen.

## Långfilmerna
Fotklanen beskrivs i den första och andra långfilmen som ett gäng ninjatjuvar ledda av Shredder. Shredder letar efter tonåringar och tränar dem i ninjutsukonsten. Hans medhjälpare heter Tatsu.
Medlemmarna i Fotklanen är oftast en enkel match för sköldpaddorna. Dock slutade deras första större sammanstötning med Fotklanen i att Raphael nästan blev ihjälslagen och de andra tvingades retirera. Då Shredder dödförklarats och den lokala polisen gripit flera medlemmar reducerades klanen, och leddes av Tatsu tills Shredder (som visade sig ha överlevt) återvände. Fotklanen kidnappade professor Jordan Perry och tvingar honom att skapa ett mutagen så att Fotklanen kan skapa två mutantkrigare, Tokka och Rahzar, som kan slåss mot sköldpaddorna. Dessa var starka men intellektuellt underlägsna, och sköldpaddorna besegrade dem genom att återmutera dem till "vanliga" djur. Därefter besegrade sköldpaddorna Shredder.
I den fjärde filmen leds Fotklanen av Karai, som tagit över efter Shredder. De har växt i antal och fungerar som legoknektar. De hyrs av Max Winters för att spåra upp och fånga de tretton monstren som anlänt till New York.

## The Next Mutation
Fotklanen är ett gatugäng i den otecknade TV-serien Ninja Turtles: The Next Mutation från 1997-1998, som i filmerna. Då sköldpaddorna besegrade Shredder berättade de för ungdomarna att Fotklanen är lögnare, och klanen upplöstes.

## 2003 års TV-serie
I 2003 års TV-serie är Fotklanen mer identisk med Mirageserierna. Fotklanen är en grupp krigare som Shredder skapade 700 år tidigare i Japan (Shredder är i denna TMNT-version en förklädd utrom, och utromer har lång livslängd). Shredder har gjort klanen till en fruktad och hemlig grupp i världen. Fotklanens logo är en röd trespetsad fotliknande symbol, som även finns på Shredders hjälm. Eftersom Shredder känner till utromernas teknologi har Fotklanen vapen och utrustning som ligger långt före jordmänniskornas.
Fotklanen är organiserad i en hierarkisk meritokrati, med de skickligaste ninjorna högst upp. Längst ner finns vanliga Foot Ninjas, och nästan likadana Foot Tech Ninjas, de senare är Foot Ninjas utrustade med en pryl som gör att de blir osynliga. Högre upp finns Foot Elite, som ofta ackompanjerar Shredder vid farligare uppdrag som kräver både antal och skicklighet. Slutligen finns de sällan sedda Foot Mystics med i toppen, dessa håller till högre upp i Shredders torn i New York. De har vad som antingen är väldigt avancerade vapen baserade på utromernas teknologi, eller magiska krafter. Det finns fem Foot Mystics, och alla har de krafter som hör ihop med olika naturelement: vind, jord, eld, vatten och metall. Själva Fotklanen kontrolleras fullt av Shredder, och hans främste medhjälpare är hans adopterade dotter Karai.
Då denna version dubbats till svenska används originaltermerna Foot och Foot Ninja, istället för de tidigare termerna Fotklanen och Foten.

## 2012 års TV-serie
I 2012 års TV-serie använder Shredder först mänskliga fotsoldater, men snart tillkommer även robotfotsoldater.

## Datorspel
I de datorspel som var baserade på 1987 års tecknade TV-serie hade fotrobotarna, till skillnad från serien, rustning med olika färger. Färgerna representerade den typ av vapen de bar.
- Lila – Obeväpnade
- Blå – Ett vasst vapen, som katana, sai eller stridsyxa
- Röd – Ett par tonfas
- Orange – Ett kastvapen, shuriken, dolk eller kusari-gama
- Vit – Nunchaku
- Gul - En typ av bumerang, ibland med bomber
- Grön - Båge och pilar

I de datorspel som släppts i början av 2000-talet och som är baserade på 2003 års TV-serie finns samma fotninjor som förekommer i serien.
Fightingspelen TMNT: Mutant Melee och TMNT: Smash Up har fotninjor som spelbara figurer.

### Fotnoter
1. ↑  ”The Legend of Koji” (på engelska). 6 november 1993. Arkiverad från originalet den 16 juli 2015. https://web.archive.org/web/20150716083638/http://www.tv.com/shows/teenage-mutant-ninja-turtles-1987/the-legend-of-koji-76774/. Läst 15 juli 2015.
2. ↑  ”Teenage Mutant Ninja Turtles: Smash-Up Nintendo Wii Trailer - VignetteTrailer”. Arkiverad från originalet den 29 juni 2009. https://web.archive.org/web/20090629080108/http://wii.ign.com/dor/objects/14305526/tmnt-fighters/videos/tmntsmashwii_trli_vignette1_62409.html. Läst 3 augusti 2011.